# Aphytis
Aphytis är ett släkte av steklar som beskrevs av Howard 1900. Aphytis ingår i familjen växtlussteklar.

## Dottertaxa tillAphytis, i alfabetisk ordning[1][2]
- Aphytis aberrans
- Aphytis abnormis
- Aphytis acalcaratus
- Aphytis acrenulatus
- Aphytis acutaspidis
- Aphytis africanus
- Aphytis alami
- Aphytis albus
- Aphytis aligarhensis
- Aphytis amazonensis
- Aphytis angeloni
- Aphytis angustus
- Aphytis anneckei
- Aphytis anomalus
- Aphytis antennalis
- Aphytis aonidiae
- Aphytis argenticorpus
- Aphytis australiensis
- Aphytis azai
- Aphytis bangalorensis
- Aphytis bedfordi
- Aphytis benassyi
- Aphytis breviclavatus
- Aphytis capensis
- Aphytis capillatus
- Aphytis caucasicus
- Aphytis cercinus
- Aphytis chilensis
- Aphytis chionaspis
- Aphytis chrysomphali
- Aphytis ciliatus
- Aphytis cochereaui
- Aphytis coheni
- Aphytis columbi
- Aphytis comperei
- Aphytis confusus
- Aphytis cornuaspis
- Aphytis costalimai
- Aphytis cylindratus
- Aphytis dealbatus
- Aphytis debachi
- Aphytis densiciliatus
- Aphytis desantisi
- Aphytis diaspidis
- Aphytis elongatus
- Aphytis equatorialis
- Aphytis erythraeus
- Aphytis fabresi
- Aphytis faurei
- Aphytis fioriniae
- Aphytis fisheri
- Aphytis funicularis
- Aphytis gordoni
- Aphytis griseus
- Aphytis haywardi
- Aphytis hispanicus
- Aphytis holoxanthus
- Aphytis huidongensis
- Aphytis hyalinipennis
- Aphytis ignotus
- Aphytis immaculatus
- Aphytis japonicus
- Aphytis keatsi
- Aphytis landii
- Aphytis lepidosaphes
- Aphytis liangi
- Aphytis libanicus
- Aphytis limonus
- Aphytis lindingaspis
- Aphytis lingnanensis
- Aphytis longicaudus
- Aphytis luteus
- Aphytis maculatipennis
- Aphytis maculatipes
- Aphytis maculatus
- Aphytis maculicornis
- Aphytis mandalayensis
- Aphytis manii
- Aphytis margaretae
- Aphytis mashae
- Aphytis matruhi
- Aphytis mazalae
- Aphytis melanostictus
- Aphytis melinus
- Aphytis merceti
- Aphytis mimosae
- Aphytis minutissimus
- Aphytis moldavicus
- Aphytis mytilaspidis
- Aphytis neuter
- Aphytis newtoni
- Aphytis nigripes
- Aphytis notialis
- Aphytis noumeaensis
- Aphytis obscurus
- Aphytis opuntiae
- Aphytis paramaculicornis
- Aphytis peculiaris
- Aphytis perissoptroides
- Aphytis perplexus
- Aphytis philippinensis
- Aphytis phoenicis
- Aphytis pilosus
- Aphytis pinnaspidis
- Aphytis proclia
- Aphytis punctaticorpus
- Aphytis quadraspidioti
- Aphytis riyadhi
- Aphytis rolaspidis
- Aphytis roseni
- Aphytis ruskini
- Aphytis salvadorensis
- Aphytis sankarani
- Aphytis secundus
- Aphytis sensorius
- Aphytis setosus
- Aphytis simmondsiae
- Aphytis simplex
- Aphytis stepanovi
- Aphytis taylori
- Aphytis testaceus
- Aphytis theae
- Aphytis transversus
- Aphytis tucumani
- Aphytis ulianovi
- Aphytis unaspidis
- Aphytis unicus
- Aphytis wallumbillae
- Aphytis vandenboschi
- Aphytis vastus
- Aphytis vittatus
- Aphytis yanonensis
- Aphytis yasumatsui